# Montacute
Montacute is een civil parish in het bestuurlijke gebied South Somerset, in het Engelse graafschap Somerset met 831 inwoners.

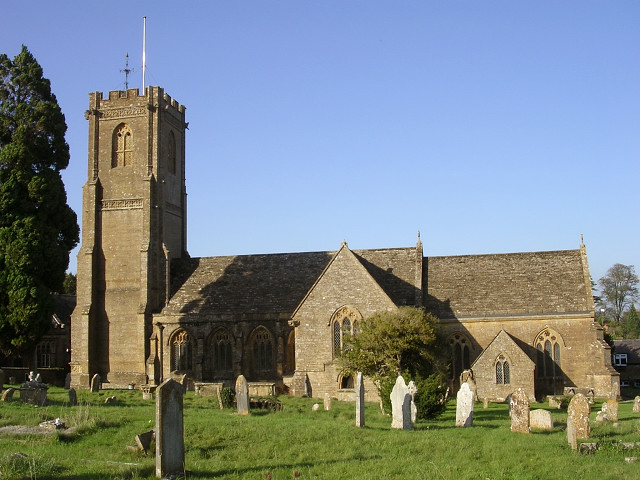
Kerk van St Catherine